# Alícia Guri i Canivell
Alícia Guri i Canivell (Barcelona, 28 de juliol de 1929 - Premià de Mar, 23 d'abril de 2020) fou jugadora de tennis i tennis de taula catalana.
Els primers anys de vida van transcórrer a Barcelona, però durant el conflicte bèl·lic la seva família es va traslladar a viure a Argentona, on de la mà del seu pare, gran afeccionat als esports, es va iniciar en la natació, l'hípica i el tennis. Posteriorment, en plena postguerra, van tornar a Barcelona, on va assistir a l'escola de les Esclaves de Sagrat Cor; els dijous a la tarda assistia a classes particulars de tennis al Reial Club de Tennis del Turó i el cap de setmana anaven a cavall tant en un picador de la Bonanova com a la casa d'estiueig d'Argentona.
Les primeres competicions tennístiques que va realitzar foren de caràcter local, però amb la seva habilitat va anar escalant categories fins a arribar a la màxima divisió estatal.

## Trajectòria
Membre del Club Tennis Barcino, fou campiona d'Espanya en dobles femenins juntament amb Pilar Barril des del 1951 al 1958, i tres cops en dobles mixtos juntament amb Emilio Martínez. A nivell individual guanyà el Torneig Comte de Godó el 1953, i el Campionat d'Espanya el 1959 després d'haver perdut 4 finals seguides contra Pilar Barril. També va guanyar diversos campionats de Catalunya. Va participar en tornejos internacionals com els de Roma, Wimbledon (1958-59), Portugal, Suïssa i campionats estatals amb participació internacional.
També practicà el tennis de taula, on guanyà dinou títols estatals, tres individuals (1954, 1955, 1956) i nou consecutius per equips (1953-61), els dos primers amb el Club Mayda i els altres set amb el CT Barcino. En els Campionats de Catalunya guanyà 14 títols, 6 per equips amb el Barcino, 6 en dobles i 2 en mixtos. Fou membre del primer equip espanyol femení que participà en un Campionat del Món (1959).
Es va casar amb 31 anys i després del naixement del seu fill, van viure un parell d'anys a Canadà, on va donar classes de tennis, i 28 anys a Andorra, on seguí amb les classes que ja havia iniciat en el seu període canadenc. Després de la mort del marit, va tornar a Barcelona, on va seguir jugant a tennis fins als 79 anys, edat amb què es va retirar de la pràctica esportiva.
Li fou concedida la Medalla de Plata de l'Ajuntament de Barcelona en les disciplines de tennis i tennis de taula. L'any 1954 l'Ajuntament de Barcelona va concedir a Pilar Barril i Alicia Guri la Medalla de la Ciutat al Mèrit Esportiu de plata pel seu triomf al Campionat d'Espanya de Tenis els anys 1951 i 1953, en la modalitat de dobles.